# 拉克雷森塔-蒙特羅斯 (加利福尼亞州)
拉克雷森塔-蒙特羅斯（英語：La Crescenta-Montrose）是位於美國加利福尼亞州洛杉磯縣的一個人口普查指定地區。

## 地理
拉克雷森塔-蒙特羅斯的座標為34°13′30″N 118°14′13″W / 34.22500°N 118.23694°W，而該地最高點為海拔高度469米（即1540英尺）。

## 人口
根據2010年美國人口普查的數據，拉克雷森塔-蒙特羅斯的面積為8.902平方千米，當中陸地面積為8.873平方千米，而水域面積為0.029平方千米。當地共有人口19653人，而人口密度為每平方千米2,207人。